# Marko Ravnikar
Marko Ravnikar, slovenski častnik, * 18. april 1962, Ljubljana.

## Vojaška kariera
- povišan v polkovnika (12. maj 2000)

## Odlikovanja in priznanja
- spominski znak ob deseti obletnici vojne za Slovenijo (9. julij 2002)